# Eista Werf

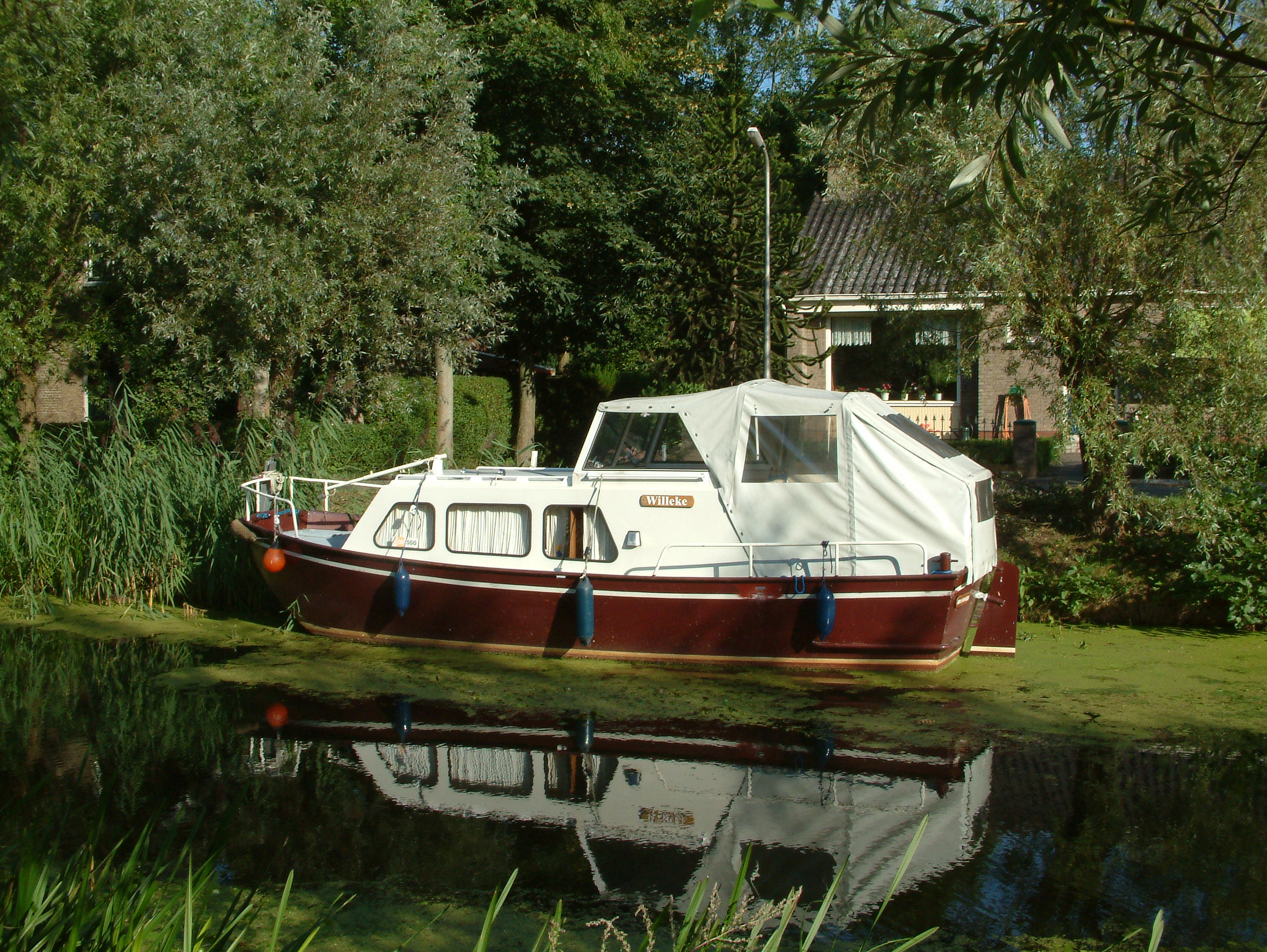
Een doerak op de Alblas

De Eista Werf in Nederhemert Zuid was een scheepswerf, actief in de jaren 1959-1981. De naam is een samentrekking van Eiland Staal.

## De geschiedenis
De werf is gestart door een bedrijf dat landbouwmachines repareerde, met het overnemen van wat machines en mensen uit een faillissement.
De oprichter en directeur was M.E.L. baron van Wassenaer van Nederhemert. Zijn tweede zoon was getroffen door kinderverlamming en kreeg roeien als therapie. Er werd voor de jongen een stalen roeibootje gebouwd, zonder ontwerp, dat heel goede vaareigenschappen bleek te hebben. Daar zijn er uiteindelijk zo'n 4500 van gebouwd.
Vanwege dat succes werden er meer stalen boten op het oog gebouwd, met een zeiltje, een gaffeltuigje met een midzwaard en een luchtkast.
Om een groot publiek aan te kunnen trekken wilde de werf iets wat veel ruimte had, weinig zou kosten, een Nederlandse uitstraling zou hebben en in seriebouw zou kunnen worden vervaardigd, met staal als bouwmateriaal. Het ontwerp voor zo'n boot werd opgedragen aan Dick Lefeber, die toen nog als freelancer voor de werf werkte. Het ontwerp, de Doerak, werd een doorslaand succes.
Eista werd daarmee in die jaren een toonaangevende werf op het gebied van de pleziervaart. De bekendste boten die deze werf in serie heeft geproduceerd zijn de motorboot Doerak en de motorzeilers Rogger, Banjer en Krammer. Naast deze schepen werden echter nog andere modellen gebouwd, in staal en polyester. Voorbeelden hiervan zijn de Marak en Tarpan motorjachten en de Eista motorkruisers (bijvoorbeeld Arthur en Arthur Nova), en roei- en zeilboten. Alle schepen zijn ontworpen door Dick Lefeber, die in dienst van de werf was gekomen.
De oliecrisis was het begin van het einde. Er kwam veel concurrentie van grote, internationale bedrijven. In 1974 werd de werf overgenomen door de Chamotte Unie, een dochter van de Steenkolen Handels Vereniging. De werf is uiteindelijk in 1981 beëindigd. 